# Jacob Axel Josephson
Jacob Axel Josephson, född 27 mars 1818 i Stockholm, död 29 mars 1880 i Uppsala, var en svensk tonsättare. Född jude konverterade han 1841 till kristendomen. Han var bror till musikhandlaren Edvard Josephson, manufakturisten Wilhelm Josephson, pianisten Wilhelmina Josephson och teaterledaren och dramatikern Ludvig Josephson.

## Biografi
Josephson blev student vid Uppsala universitet 1835, director cantus vid Katedralskolan där 1841 samt filosofie magister 1842 på avhandlingen Några momenter till en karakteristik av den nyaste musiken, där han angrep Gioacchino Rossini, men framhöll Felix Mendelssohns förtjänster. År 1841 utgav han även sitt första sånghäfte samt fick Bergfalkska priset för diktsamlingen Konstnärens morgondröm. Den uppmuntran, som ägnades hans talang i flera musikaliska hem, såsom Lotten von Kraemers, Per Daniel Amadeus Atterboms, Erik Gustaf Geijers och Malla Silfverstolpes, gjorde att han bestämde sig för att bli musiker. Genom Jenny Linds hjälp fick han 1844 tillfälle att resa till Dresden, där han studerade orgelspel för Schneider, samt till Leipzig, där han lärde komposition för Moritz Hauptmann och Niels W. Gade. Åren 1845–1846 vistades han i Rom och blev där hedersledamot av Santa Cecilia-akademien. Sedan han återvänt till Sverige 1847, var han under två år dirigent i Harmoniska Sällskapet i Stockholm och fick där 1849 framföra sin Ess-dursymfoni och sitt körverk Islossningen, som han komponerat redan före sin utlandsresa. År 1849 utkom den 2:a upplagan av hans första sånger, och samma år utnämndes han till director musices vid Uppsala universitet. Där verkade han med framgång och Uppsalas anseende i musikaliskt hänseende ökade markant. Han grundade där Filharmoniska sällskapet, som bestod av studenter och kvinnor ur stadens societet. Det framförde årligen tillsammans med Akademiska kapellet och musiker från Stockholm flera konserter årligen med körverk och instrumentalmusik. Josephson var den förste, som i Uppsala regelbundet höll musikhistoriska föreläsningar, och han var dessutom 1851–1852 anförare i studentkårens sångförening, för vilken han komponerat kvartetter, bland annat Vårt land, Stjärnorna tindra re'n, Rings drapa och Vårliga vindar draga.
Josephson var dirigent för Allmänna Sången 1851–1852 (t.f. vårterminen 1844). År 1854 blev han ledare för Orphei Drängar. År 1860 lät han uppföra Sofokles Antigone med Felix Mendelssohns musik. Behållningen gick till ett "Antigonestipendium" för musikaliskt lovande ynglingar. Samma år utgav han en Elementar-lära i musik (2:a uppl. 1862). År 1864 blev han domkyrkoorganist vid Uppsala domkyrka, där han grundade Uppsala domkyrkokör (dirigent 1867–80). År 1874 erhöll han professors titel. Av Kungliga Musikaliska Akademien, vars ledamot han var sedan 1857, fick han i uppdrag att fortsätta den genom Franz Berwalds död (1868) avbrutna omarbetningen av Haeffners koralbok, och 1877 utgav han ett förslag till ändringar, som omfattade koralerna 60–200.

## Josephson som tonsättare
I Nordisk familjebok skriver Adolf Lindgren om Josephson: 
Men Josephson har kanske ännu större betydelse som tonsättare. Denna koncentrerar sig så helt och hållet i romansen, att man kan säga, att han endast på detta fält är verkligt stor. Endast få av våra tonsättare har ägt en sådan melodisk ursprunglighet som Josephson. Oförgätliga är sådana tonpärlor som "Värme och ljus", "Den resande studenten", "Längtan från havet", "Si dormis doncella", "Vårhälsning", "I skogen", "Stjärnklart", "Jublande skaror" och "Fågeln i november". Josephson visar sig besläktad närmast med A.F. Lindblad. Bägge utmärks av denna melodins innerlighet och klassiska skönhet, i förening med en okonstlad enkelhet, som försmår både den reflekterade deklamatoriska uppstyltningen och det raffinerade ackompanjemanget. Och Josephson liksom Lindblad diktade ofta själv orden till sina visor (sålunda skrev han texten till 54 av sina 153 sånger). I sina bästa melodier når Josephson fullt upp till Lindblad; och ehuru han är dennes efterföljare och således en grad mindre genialisk, visar han nog ett eget kynne i det svärmiska vemod, den högstämda trängtan, som utmärker hans sånger, varjämte han stundom på ett överraskande sätt griper över på helt andra tider och områden, till exempel på Åhlströms gebit i "Se glad ut" och på Kjerulfs i "Vid nattetid".  Men i melodin ligger hela hans styrka och självständighet; i harmonin äger han icke en Södermans retande originalitet, i kontrapunkten icke en Normans spekulativa djup. Av sistnämnda skäl lyckades han ock mindre i större kompositionsarter och minst i instrumentala, som fordra tematisk genomföring. Trots detta hör hans kantater "Islossning", Korsriddarne utanför Jerusalem (1850; tr. 1876) och "Arion" (1878) till de friskaste vi äger. En kristligt religiös stämning ger sig till känna i hans "Kyrie", "Quando corpus" och "Requiem" samt tog sig även i hans liv det omisskännligaste uttryck däruti, att han, ehuru född jude, övergick (1841) till kristendomen. Svaga är i allmänhet hans officiella tillfällighetskompositioner, såsom promotionskantater, musik till minnesfesterna efter prins Gustaf, Oskar I och Karl XV, festhymn vid Musikaliska akademiens hundraårsjubileum samt Uppsala universitets jubelfestkantater.
Josephson samlade och bearbetade bland annat Zion, andlig musik för kyrkan, skolan och hemmet (1867–70), Sånger i Zion (1880), arrangemang av folkvisor samt av Bellmansmelodier i J.G. Carléns upplaga. 
Jacob Axel Josephson är begravd på Uppsala gamla kyrkogård.

## Verk i urval

### Orkesterverk
- Symfoni i Ess-dur, op.4, 1846-47
- Festmarsch i G-dur, 1850

### Kammarmusik
- Romans för violin och piano, e-moll

### Verk för piano
- Tre lyriska tondikter för piano-forte
- Fantasistycken för piano-forte. op. 11
- Musikaliskt album, op. 19
- Fyra pianoforte stycken, op. 30
- Du gamla, du friska, fantasi för piano
- Airs nationaux suèdois arangés pour piano
- 2 Albumblade.

### Vokalverk
- Sånger vid Piano forte, op. 1 (2:a häftet)
  - 1. Tro ej glädjen, Tro ej sorgen!
  - 2. Morgonen (Runberg)
  - 3. Fogeln i November. (Böttinger)
  - 4. Den fångne Fogeln.
  - 5. An die Nachtigall. (von Claudius)
  - 6. Tröst.
  - 7. Stjernklart.
- Från vandringsåren, op. 2 (1844)
- Tio (sic, 9) sånger med Pianoforte-accompagnement
- Sju fyrstämmiga sånger för mansröster, op. 3
- Sånger, op. 5
- Romanser och sånger, op. 6 (Rom 1845)
  - 5. Leise zieht durch mein Gemüt (Heinrich Heine)
- Tre sånger, op. 7 (Rom 1846)
  - 1. Mein Liebchen, wir saßen beisammen (Heinrich Heine)
- Visor och sånger, op. 8 (1847)
  - 5. Du schönes Fischermädchen
- Islossningen, op.9, fantasi för manskör, solister och orkester. 1844-51.
- Sex fyrstämmiga sånger op 12, trycka 1850-51
  - Vårförhoppning (Ludwig Uhland)
  - Morgonvandring (Emanuel Geibel)
  - Vandrarens sång om natten (Johann Wolfgang von Goethe)
  - Höstvisa (Joseph von Eichendorff)
  - Aftonringningen (Scheuerling)
  - Avsked (Joseph von Eichendorff)
- Korsriddarna utanför Jerusalem, kantat, op. 13
- Nya sånger vid piano, op. 15 (1849)
- Trenne duetter, op. 16 (1850)
- Tre sånger, op. 18
- Cavatina, op. 17
- Zigenargossen i Norden tre sånger, op. 18 (1851)
- Sex sånger, op. 19 (1851)
- Musikaliskt album, op. 19
  - 11. Duetto "Die Lilien... "
- Quando corpus, hymn för sopran kör o orkester, op. 20
- Tre sånger, op. 22 (1849)
- Wärme och ljus, op. 24 (1852)
- Mélodies suèdoises, op. 25
  - 1. Quand je dors
  - 2. L'émir de Bengador (Si tu savais)
  - 3. La forêt (Salut, forêt solitaire)
  - 6. Les beaux jours (Déjà plus fraiche)
  - 7. Réveil de la nature (Brille du haut)
  - 8. Les adieux à la mer = Längtan från havet (Rivage enchanteur = I fjerran der vinkar)
- Den fallande stjernan. Sånger till Selma, op. 26 (1854)
- Lärkröster i maj, op. 27 (1853)
- Den gamle klockarens visor, op. 28 (1843)
  - 4. En visa som många andra ("Och lunden hon grönskar")
- Sju fyrstämmiga sånger för mansröster, op. 29
  - Hymn vid Gustaf Wasa festen d. 29 Sept. 1860. ("Du Svenska folk...")
- Sju sånger, op. 31 (1855)
- Serenad – "Stjärnorna tindra re'n" (1855)
  - 2. Sjung, du underbara sång (Jacob Axel Josephson) (1857)
- Sex Sånger, op. 32 (1855)
- Trenne psalmer ur Psaltaren, op. 33
- Sorgkantat för Carl XV d. 29 nov. 1873, op. 35
- Melodier till Finska Toner. op. 36
- Den gamle klockarens visor. Andra samlingen, op. 38
- Fem sånger av Albert Beckman, op. 39
  - 4. Aftontanke vid havet. ("Tyst, hvad hör jag..." )
- Vid Uppsala universitets jubelfest den 5 september 1877, op. 40
- Vid Uppsala universitets jubelfest Promotionsdagen den 6 september 1877, op. 41
- Arion. ("Sångens makt"). Kantat, op. 42
- Requiem, för manskör
- För Upsala Studenter. "I de gamla Drottars land..." (även bland Sju fyrstämmiga sånger, op. 3)
- Kring jorden dröjer ännu kvar (För sopran, tenor och stråkar)
- På havet. ("Uppå havets mörka våg") (4 stämmor)
- Slocknat är den gamle Mästarns öga (4 stämmor)
- Lärkan ("Med jubel du fyller")
- Svenska folkvisor. 1a häft. 4e upplagan. Ed. Josephson
- Svenska folkvisor. 3e häft. Ed. Josephson
- Svenska folkvisor. Häft 1-3. Ny upplaga. Hirsch (1532, 1539, 1540)
- Till de finska bröderna, 4 juni 1875

### Andlig musik
- Förslag till ändringar vid Haeffners år 1819 utgivna koralbok
- Zion (månatligen 1867-1870)
- Sånger i Zion (1880)

## Psalmtexter
- O, vad världen nu är skön alternativ titel O vad jorden nu är skön